# Paranomada nitida
Paranomada nitida är en biart som beskrevs av Linsley och Michener 1937. Paranomada nitida ingår i släktet Paranomada och familjen långtungebin. Inga underarter finns listade i Catalogue of Life.